# Ganglion trigeminale

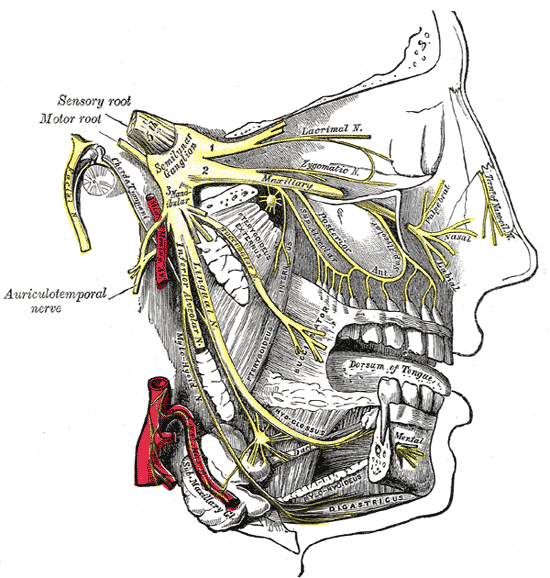
Das Ganglion trigeminale [Gasser] oder Ganglion semilunare – im Bild oben links dargestellt – mitsamt Aufzweigungen der drei Äste des Nervus trigeminus

Das Ganglion trigeminale, auch als Ganglion semilunare bezeichnet oder Ganglion Gasseri – nach dem Beschreiber Johann Lorenz Gasser, einem österreichischen Anatomen (1723–1765) – genannt, ist ein halbmondförmiges sensibles Ganglion („Nervenknoten“) des fünften Hirnnerven, des Nervus trigeminus.
Das schon vor Gasser, beispielsweise durch Giovanni Domenico Santorini, beschriebene Ganglion liegt innen an der Felsenbeinpyramide. In ihm liegen die Nervenzellkörper von afferenten Neuronen des V. Hirnnerven, die pseudounipolare Nervenzellen unterschiedlichen Myelinisierungsgrades darstellen. Das Ganglion trigeminale entspricht damit dem sensiblen Spinalganglion eines Rückenmarksnerven. Die Blutgefäßversorgung erfolgt über die Arteria meningea accessoria.
Klinisch ist das Ganglion trigeminale bei der Behandlung einer Trigeminusneuralgie von Bedeutung, da mit Ausschaltung der Erregungsleitung sensibler Nervenfasern – heute meist mittels perkutaner Thermokoagulation – oft eine deutliche Schmerzlinderung erzielt werden kann. Da die dünnen schmerzleitenden C-Fasern von Nocizeptoren weniger stark myelinisiert sind, können sie hierbei leichter ausgeschaltet werden. In Kurznarkose wird das Ganglion aufgesucht und gezielter Wärmeeinwirkung ausgesetzt, wodurch C-Fasern zugrunde gehen und deren Schmerzleitung unterbrochen wird.
Fedor Krause exstirpierte das Ganglion erstmals 1893 zur Behandlung der Trigeminusneuralgie.
Daneben wird das zahlreiche Nervenzellkörper enthaltende Ganglion nach einer Primärinfektion durch Herpes-simplex-Viren Typ 1 (HSV-1) im Gesichtsbereich von diesen neurotropen Viren häufig über die in der Haut endenden Fortsätze sensibler Neuronen erreicht. Hier kann das Virus längere Zeit ruhen und nach einer Latenzzeit reaktiviert werden, wodurch es beispielsweise zum Wiederauftreten typischer Hautveränderungen mit Bläschenbildung im Lippenbereich kommen kann, einem sogenannten Herpes labialis.